# Tranvia elettrica di Civitanova
La tranvia elettrica di Civitanova era un breve impianto tranviario di collegamento fra la città di Civitanova Marche Alta e la stazione ferroviaria, posta sulla ferrovia Adriatica in località Porto Civitanova; la tranvia rimase in esercizio fra il 1911 ed il 1955. La concessione dell'impianto, fatto peculiare per il periodo di costruzione, fu affidata direttamente ad un'amministrazione comunale.

## Storia
Con regio decreto 13 giugno 1909 al Comune di Civitanova fu affidata la concessione per l'esercizio di una tranvia elettrica di collegamento con la stazione ferroviaria di Porto Civitanova, allora frazione cittadina.
La linea fu inaugurata il 14 giugno 1911 a cura dell'Azienda Tranviaria Autonoma Civitanovese (ATAC); nel 1913 la frazione di Porto Civitanova venne elevata a comune autonomo e l'impianto assunse dunque caratteristiche di tranvia interurbana. Porto Civitanova e Civitanova Alta si riunirono nuovamente nel 1938 in un unico comune, che prese il nome di Civitanova Marche.
Nel periodo immediatamente successivo alla seconda guerra mondiale, che vide il passaggio del fronte nella zona senza lasciare gravi danni, i risultati di esercizio migliorarono lievemente rispetto alla precedente poco florida situazione, ma il clima dell'epoca, poco favorevole al mantenimento degli impianti fissi, che richiedeva l'investimento di somme consistenti per il rinnovo degli stessi, portò alla chiusura della linea, che avvenne il 30 giugno 1955.
L'impianto fu sostituito da una filovia che seguiva il medesimo percorso e che fu a sua volta soppressa nel 1975.

## Caratteristiche
| Unknown route-map component "uexKBHFa" |

| Unknown route-map component "CONTgq" | Unknown route-map component "uxmKRZ" | Unknown route-map component "CONTfq" |

|  | Unknown route-map component "uexSTRl" | Unknown route-map component "uexKBHFeq" |

La tranvia correva interamente lungo la strada di collegamento fra le due località, per una lunghezza totale di 6,006 km; la lunghezza di esercizio, misurata fra gli assi delle località capolinea, misurava 5,463 km e veniva coperta in 20 minuti.
Per le rotaie, del tipo Phoenix da 21,5 kg/m, fu scelto lo scartamento metrico. La tensione di alimentazione era quella, standard per l'epoca, di 600 V a corrente continua.
La stazione tranviaria di Civitanova Alta è tuttora esistente; insieme ai fabbricati di servizio e alla rimessa a due vani che ospitava le elettromotrici  è conservato il fabbricato viaggiatori in stile liberty, in via Roma 4, che ospita attualmente la sede della locale Pro loco. Presso la porta d'ingresso è esposta una segnalazione turistica che reca la scritta: "TRANVIA - Stazione tramviaria fatta costruire nel 1910 dall'on. Paolo Ricci per collegare il centro storico al porto ed in funzione fino al 1956".
A Civitanova Porto la tranvia transitava per l'antica via della Posta, dove intersecava a raso la Ferrovia Adriatica per poi immettersi in corso Re Umberto.

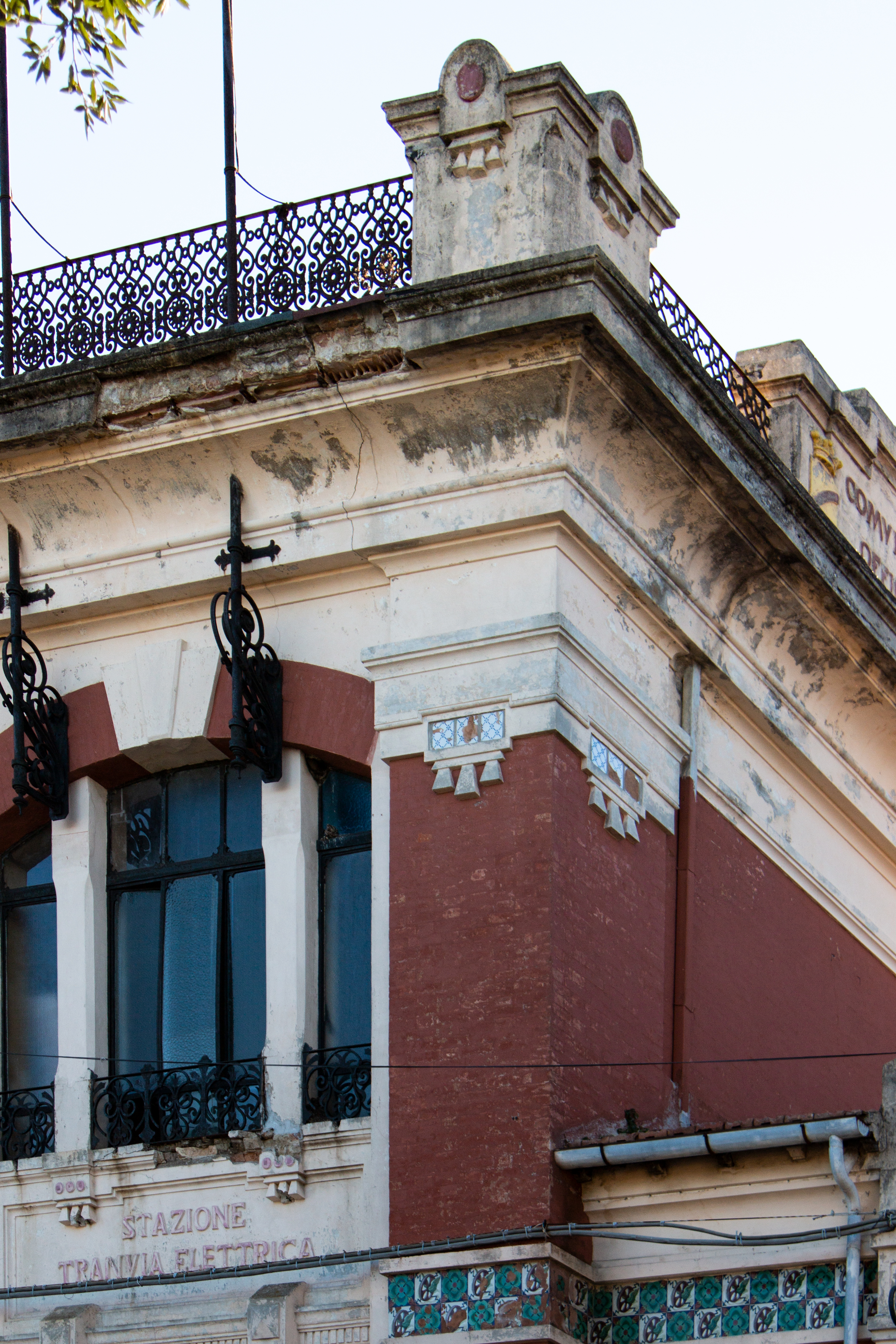
Particolare della stazione tranviaria di Civitanova Alta

## Materiale rotabile
Per l'esercizio della tranvia furono consegnate al comune di Civitanova tre elettromotrici tranviarie Carminati & Toselli con motorizzazione AEG Thomson Houston da 55 kW; il servizio merci era svolto agganciando in composizione alle stesse un carro: a tale scopo erano disponibili un veicolo a due assi chiuso e uno aperto.